# Kasteel Cheb
Het kasteel Cheb (Tsjechisch: Chebský hrad, Duits: Egerer Burg) is een kasteel aan de rivier de Eger in de Tsjechische stad Cheb. 
Rond het jaar 900 werd op een rots aan de rivier een Slavisch kasteel gebouwd. Markgraaf Diepold II stichtte in 1125, toen het Egerland (het gebied rond Cheb) inmiddels onderdeel van Beieren was, een nieuw kasteel. Dit kasteel werd het bestuurlijke centrum van het Egerland. In 1167 kwam het gebied in eigendom van het geslacht Hohenstaufen. In de daaropvolgende jaren werden onder andere de Zwarte Toren en de kapel van Sint-Martin gebouwd. Tussen 1180 en 1220 werden vervolgens nog twee kapellen gebouwd, de kapel van Sint-Erhard en de kapel van Sint-Ursula.
Na een brand in 1472 werd het kasteel verbouwd. In 1675 begon de ombouw tot citadel, wat tot 1713 zou duren. Vanaf dat moment begon het verval van het kasteel. In 1895 nam de stad Cheb het eigendom van het kasteel over, de gemeente liet vervolgens de meest noodzakelijke restauratiewerkzaamheden uitvoeren.